# Hermanus Hendrikus Kiezebrink

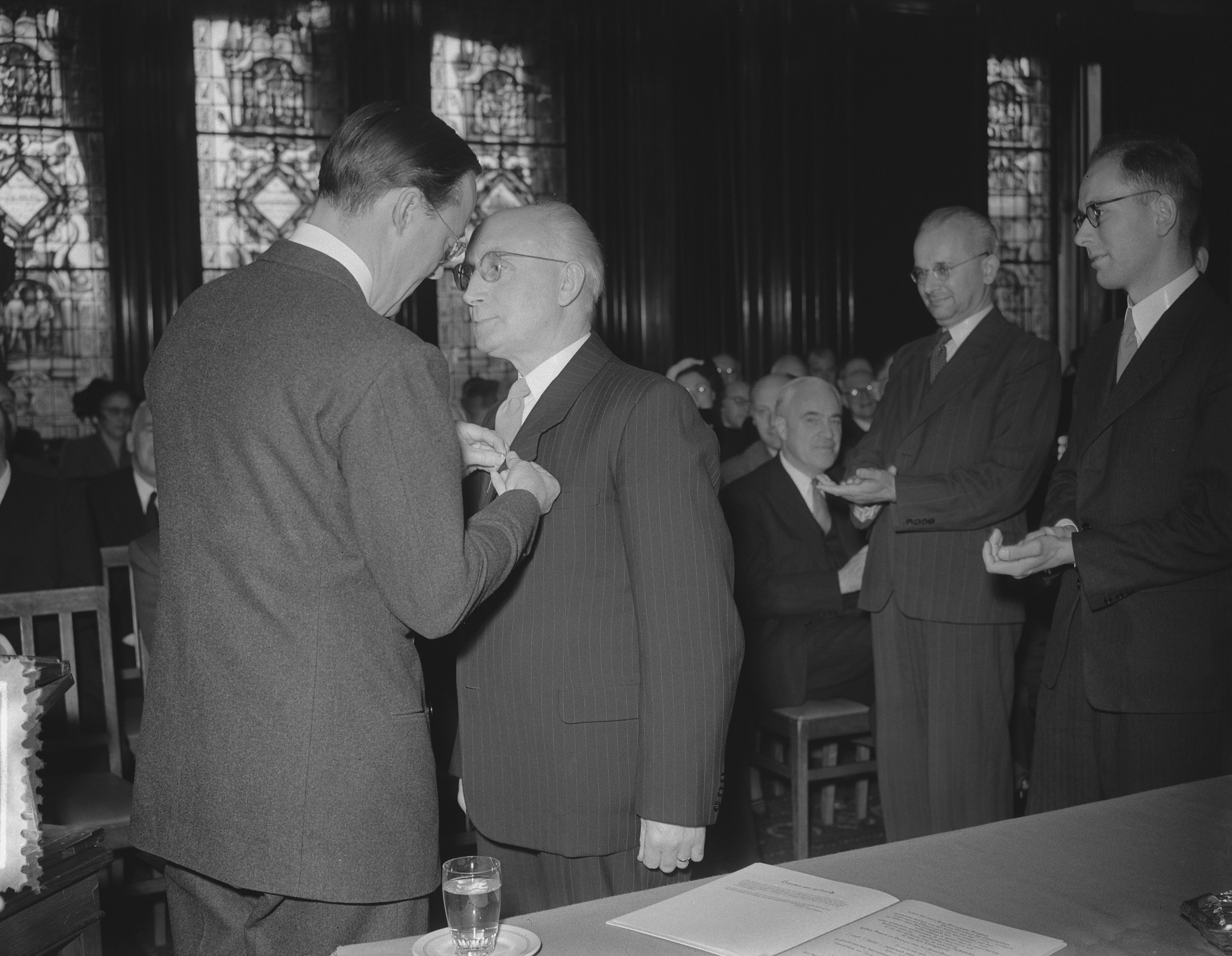
Heer Kiezebrink krijgt onderscheiding opgespeld (oktober 1952)

Hermanus Hendrikus Kiezebrink, beter bekend als H.H. Kiezebrink, (Zutphen, 2 februari 1892 – Zutphen, 26 juli 1965) was een Nederlands koster en conservator.
Hij was zoon van Aaltje Russer en spoorwegbeambte Hendrikus Kiezebrink. Hijzelf was drie keer getrouwd, met Margaretha Johanna Wels (1914), Christiana Lutine van Eldik (1947) en Hendrika Gerritdina Clasina Starink.
Zijn enige opleiding bestond uit de lagere school. Hij ging werken als meubelmaker, maar kon dat vanwege een zwakke gezondheid niet lang volhouden; hij werd pensionhouder. Met die achtergrond werd hij in 1933 benoemd tot koster van de Sint-Walburgiskerk in Zutphen. Hij kreeg er in 1940 een nevenfunctie bij, die van conservator van de bijbehorende Librije. Hij had als laag opgeleide geen idee van de teksten en ging daarom op latere leeftijd nog Grieks en Latijn leren om de importantie van de werken beter in te kunnen schatten.
Onder zijn bewind moesten de kunstwerken daarvan op een geheime plek bewaard worden om te voorkomen dat ze door Nazi-Duitsland geroofd zouden worden. Ook moest hij ze in 1948 redden van een brand ontstaan in de toren van de kerk. Hij gaf als koster lezingen over “zijn kerk en librije” en verzorgde rondleidingen. In 1952 ontving hij vanwege zijn cultuurbehoud in Zutphen de Zilveren Anjer. Van zijn hand kwam ook het boekje Wandeling door de St. Walburgskerk (1935; heruitgave 1962). In 1963 ging hij als koster en conservator met pensioen, maar bleef rondwandelingen organiseren.
Op weg naar een van die rondleidingen kreeg hij op 73-jarige leeftijd een hartinfarct bij de Lange Hofstraat en overleed vermoedelijk ter plekke. Hij werd begraven op de Oude Algemene Begraafplaats aan de Warnsveldseweg.